# Евангельские христиане
Ева́нгельские христиа́не (евангели́ческие христиане, евангели́сты, еванге́лики, тж. ева́нгельские ве́рующие) — ряд протестантских конфессий, получивших обобщённое название от  Евангелия, которое (как и в целом Библия) рассматривается как основной источник вероучения.
Основные характерные черты евангельских протестантских церквей: акцент на личном духовном возрождении каждого верующего, миссионерская активность и строгая этическая позиция.
Движение рассматривает спасение как свершившийся факт и считает, что оно возможно только через веру в искупительную жертву Иисуса Христа.
Термин «евангельские христиане» в российском контексте трактуется неоднозначно. В 2019 году в академическом сообществе развернулась активная полемика о необходимости уточнить значение этого термина. Поводом для дискуссии стал озвученный представителями Всесоюзного содружества евангельских христиан тезис о «200-летней истории евангельского движения в России», которую по их мнению, следует отсчитывать от начала работы над Синодальным переводом Библии. Эта идея вызвала критику со стороны ряда известных историков. Тезису противопоставили сложившуюся в отечественной историографии концепцию, согласно которой евангельское движение / евангельско-баптистское движение в России зародилось в середине XIX века.
По оценкам американских исследователей, в 2016 году в мире насчитывалось около 619 миллионов евангелистов, то есть каждый четвёртый христианин. Самая большая концентрация евангелистов в мире находится в США. Американские евангелисты составляют четверть населения страны и её крупнейшую религиозную группу. Основными движениями евангелистов являются баптистские церкви, плимутские братья, движение святости, пятидесятники, харизматические евангелисты, неохаризматические евангелисты и неденоминационные евангелисты.

## Особенности вероучения
Евангельские христиане верят, что спасение человека возможно только через его личную веру в Иисуса Христа. Они подчёркивают, что принадлежность к какой-либо религиозной организации или регулярное участие в её Таинствах не спасают в отсутствие личной веры человека.
Считается также, что никакие добрые дела без веры во Христа не обеспечивают спасения души. Это объясняется, например, следующими словами из Библии: «Ибо благодатью вы спасены через веру, и сие не от вас, Божий дар: не от дел, чтобы никто не хвалился» (Еф. 2:8-9). В некоторых конгрегациях подчёркивается, что вера без добрых дел не спасает, поскольку является «мёртвой» (Иак. 2:14—26).
Евангельские христиане верят, что рождение свыше является обязательным условием для обретения спасения. Под «рождением свыше» подразумевается особое духовное переживание при обращении к Богу, возрождение мёртвого духа человека. При рождении свыше человек переживает покаяние (раскаяние в прежнем греховном образе жизни) и радость от осознания, что его грехи прощены благодаря жертве Иисуса Христа. Рождение свыше сопровождается отказом от греховного образа в жизни в дальнейшем.

Иисус отвечал: истинно, истинно говорю тебе, если кто не родится от воды и Духа, не может войти в Царствие Божие. Рождённое от плоти есть плоть, а рождённое от Духа есть дух. Не удивляйся тому, что Я сказал тебе: должно вам родиться свыше. Дух дышит, где хочет, и голос его слышишь, а не знаешь, откуда приходит и куда уходит: так бывает со всяким, рождённым от Духа.
— Ин. 3:5-8

## Конфессии и направления
В русскоязычном дискурсе в эту группу в первую очередь относят такие конфессии, как пятидесятники и харизматы, меннониты, баптисты (в России — евангельские христиане-баптисты), а также Всероссийское содружество евангельских христиан (ВСЕХ), декларирующее свою преемственность от исторических евангельских христиан (прохановцев).
При этом исторические пионеры евангельского движения, неотъемлемая часть понятия «Evangelicalism» в международном понимании — моравская церковь, методисты, пресвитериане, а также лютеранский пиетизм и низкоцерковное англиканство — в русскоязычной среде представлены слабо, поэтому, говоря о евангельском христианстве, их редко имеют в виду. Кроме того, следует иметь в виду, что на Западе конфессии, традиционно относимые русскоязычным дискурсом к этой группе, могут включать в себя как «евангелические», так и «либеральные» церкви и союзы, поэтому «евангелики» в западном понимании — это не совокупность деноминаций, а движение, представленное внутри различных деноминаций.
Помимо конфессионального деления, специалистами в структуре движения евангельского христианства усматриваются два основных направления: либеральное и консервативное. Крайним проявлением последнего является фундаментализм.
Большинство евангельских христиан, несмотря на явные разногласия в ряде вопросов (либерализм и консерватизм, арминианство и кальвинизм), считает другие евангельские конфессии родственными.

## Богослужения

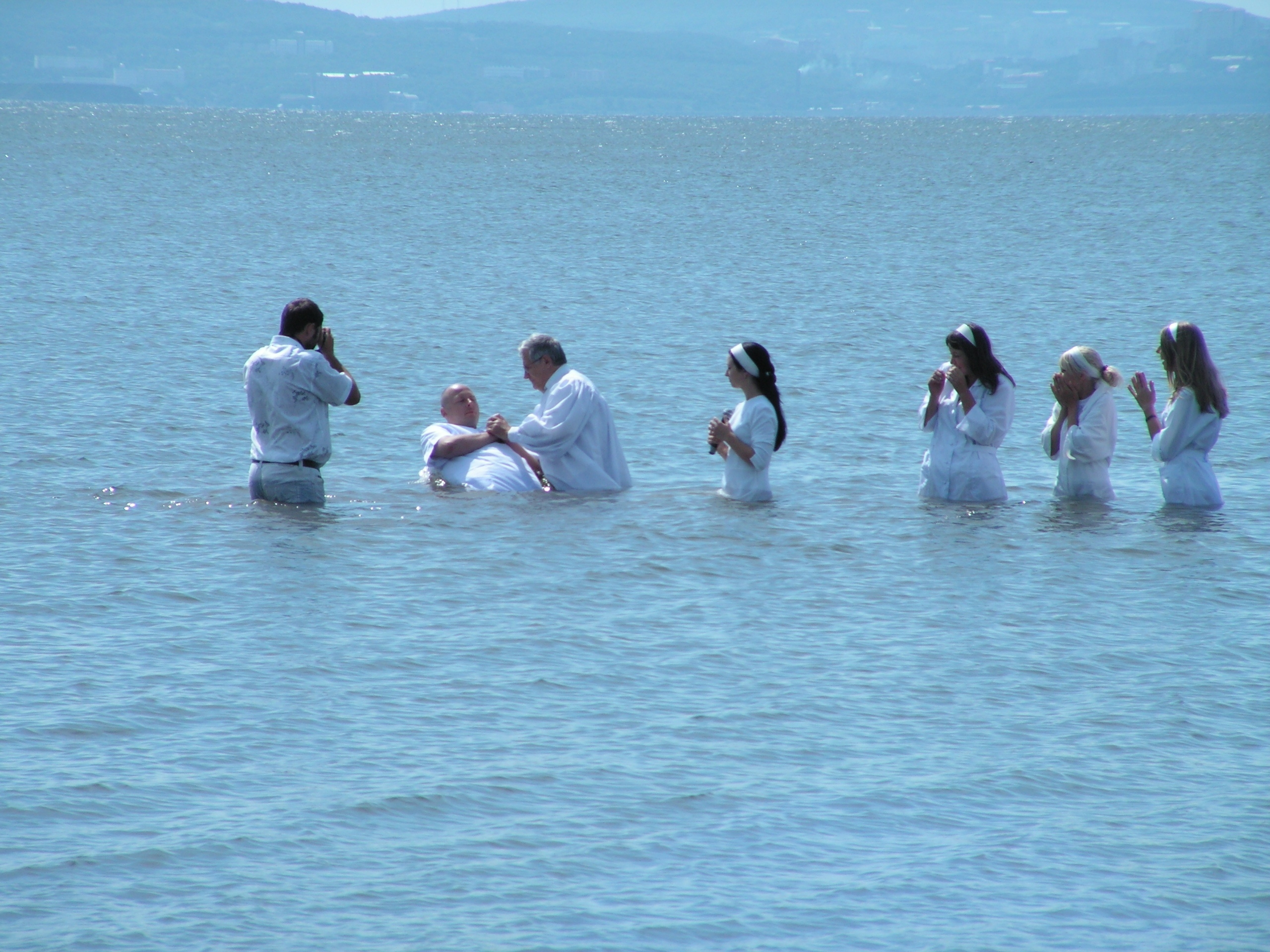
Крещение евангельских христиан-баптистов, август 2008 года, Владивосток. Четыре девушки справа готовятся к крещению

Основное богослужение (иначе их ещё называют «собраниями») в евангельских церквях проходит, как правило, по воскресеньям. Также проводятся собрания в будние дни. Распространены так называемые «домашние группы» — общение, совместное изучение Библии, молитвы и песнопения живущих в одном районе христиан в доме одного из верующих.
Как правило, богослужения состоят из одной или нескольких проповедей; пения псалмов и произнесения молитв между песнопениями (иногда также называемое как «Служение Прославления»); призыва к покаянию для тех, кто ещё не стал христианином; личных свидетельств; декламации духовных стихов.
Основными обрядами (или Таинствами — у евангельских христиан используются и то и другое понятия) являются Крещение и Вечеря Господня (иначе называемая Причастие или Хлебопреломление).

## История
Современное евангельское христианство получило стимул для своего развития в период Реформации. Влияние на богословие евангелистов оказали идеи кальвинизма и анабаптизма. Наиболее ранним проявление постреформационного евангельского христианства стало меннонитство, в дальнейшем возникает ряд течений: баптисты, методисты, пятидесятники, Армия спасения и ряд других. Формирование большинства этих течений проходило под знаком «религиозного возрождения» (ривайвелизма), возврата к идеалам раннего христианства и Реформации.
Ещё за столетие до европейской Реформации внутри официальной церковной организации или вне её возникали течения, которые некоторые евангельские христиане считают близкими себе по духу. В Европе — это вальденсы, последователи Уиклифа, лолларды, гуситы… На Руси — стригольники, нестяжатели.
На развитие евангельского движения повлияли работы основателя пиетизма Филиппа Якоба Шпенера и Августа Германа Франке.
Впервые евангельские христиане появились в XVIII веке в Англии и Новой Англии. Считается, что первыми проповедниками этого движения стали уэльский методист Хауэлл Харрис и уэльский кальвинист Даниэль Роулэнд. В этом же веке в Массачусетсе проповедовал Джонатан Эдвардс, повлиявший на развитие американского пиетизма в Северной Америке. В 1735 году в евангельское движение перешёл методист Джордж Уайтфилд, под влиянием которого в 1739 году в евангелики перешёл младший брат основателя методизма Джона Уэсли Чарльз Уэсли. Под их влиянием в английских колониях в Северной Америке произошло Великое пробуждение в сороковых годах XVIII века. Во время Великого пробуждения подчёркивалась чувство глубокого личного обращения и необходимость в спасении через Иисуса Христа. Великое пробуждение было направлено на среднего человека, которому предлагались новый стандарт нравственности и духовный самоанализ с отрицанием значимости обрядов. Подчёркивалось так называемое божественное излияние Святого Духа, необходимое для интенсивной любви к Богу.
В 1790 году в Северной Америке возникло так называемое Второе Великое пробуждение, которое привело к увеличению численности методистских и евангелистических общин. В конце XIX века стало развиваться Движение святости, основанное на идеях Арминия и отошедшее от идей методизма. Джон Нельсон Дарби разработал идеи современного диспенсационализма, который стал инновационной протестантской библейской интерпретацией, ставшей основой последующего богословского учения евангельских христиан. Диспенсационализм получил дальнейшее развитие в библейских толкованиях «Scofield Reference Bible» Сайруса Ингерсона Скоуфилда. Как считает Марк Свитнэм, диспенсационализм своим учением о буквальном толковании Библии, утверждением о поэтапном историческом отношении Бога с человечеством, ожиданием ближайшего пришествия Иисуса Христа, апокалиптистическими и премилленаристическими идеями стал импульсом для возникновения движения евангельских христиан. Во второй половине XIX века известным проповедником диспенсационализма стал Чарльз Гаддон Сперджен. С 1850-х годов до 1920-х годов большое влияние на развитие движения евангельских христиан оказывала так называемая Принстонская богословская школа, представителями которой были Арчибальд Александер и Бенджамин Варфелд.
В начале XX века в движении евангельских христиан доминировали идеи фундаментализма, которые отвергали либеральное толкование Библии и подчёркивали непогрешимость Библии. После Второй мировой войны возник раскол среди евангельских христиан на основе отношения к неверующей окружающей среде. Возник термин неоевангелизм, который предложил Харольд Джон Оккенга в 1947 году, который стал основой идентификации некоторых групп евангельских христиан, которые отказались от фундаментализма и стали придерживаться идей диалога с миром и применения евангелия в социальных, политических и экономических областях. Фундаменталисты отвергли идеи неоевангелизма, став называть последователей Харольда Оккенги «неоевангеликами». Представителем неоевангелизма стал Билли Грэм, который впервые стал вести диалог с неевангельскими христианами, в частности с Римско-Католической церковью, которая считала евангелистов еретиками. Послевоенный период характеризуется экуменическими усилиями со стороны евангельских христиан и основанием Всемирного Совета церквей, в котором первоначально евангельские христиане приняли самое активное участие.

## Комментарии
1. ↑  Организация, созданная в постсоветской России и претендующая на преемство Всероссийского союза евангельских христиан.